# Rae Sremmurd
Rae Sremmurd ([ˈɹeɪ ˈʃɹɪmɝd]) è un duo musicale maschile statunitense composto da due fratelli, Khalif "Swae Lee" Brown (7 giugno 1993) e Aaquil "Slim Jxmmi" Brown (29 dicembre 1991), provenienti da Tupelo, in Mississippi. Sono molto conosciuti per i loro singoli No Flex Zone e No Type, che hanno raggiunto il 36º e il 16º posto nella classifica della Billboard Hot 100, rispettivamente, e per Black Beatles in featuring con Gucci Mane, diventata colonna sonora della Mannequin Challenge che ha spopolato sul web. Il nome Rae Sremmurd deriva dal nome della loro etichetta, Ear Drummers, ma pronunciato al contrario.

## Storia del gruppo
Aaquil Iben Shamon Brown (noto anche come Slim Jxmmi) e suo fratello minore Khalif Malik Ibn Shaman Brown (noto anche come Swae Lee) nacquero a Inglewood, in California, rispettivamente il 29 dicembre 1993 e il 7 giugno 1995. Sono cresciuti con la loro madre, Bernadette Walker, e il loro fratello, Michael, il padre ha abbandonato la sua famiglia pochi anni dopo la nascita dei suoi figli.
La loro madre lavorava per l'esercito e veniva regolarmente trasferita in diversi stati. La famiglia si trasferì più volte, lasciando la California per il Mississippi e il Maryland e infine stabilendosi nella postazione militare di Fort Hood in Texas. I due fratelli iniziarono a cantare, ballare e scrivere musica insieme in tenera età. In Texas, intorno al suo decimo compleanno, Khalif (Swae Lee) ha imparato a produrre musica usando Fruity Loops.
Mentre i due ragazzi erano alle medie, la famiglia lasciò il Texas e tornò in Mississippi per unirsi al nuovo compagno di Bernadette, Floyd Sullivan, dopo aver lasciato l'esercito. Si stabilirono nella città di Tupelo, nel Mississippi. Per sostenere la famiglia e lasciare i ragazzi in una scuola, il loro patrigno vendeva droga.

### Gli inizi
Il duo ha lavorato per molti anni sotto il nome d'arte di Dem Outta St8 Boyz, producendo musica a casa e anche nei locali pubblici. Avevano usato i soldi dal loro lavoro part-time per poter viaggiare e per andare in diverse audizioni. Il gruppo si è esibito come trio, aggiungendo un altro membro Andre Harris, partecipando in televisione durante il "Wild Out Wednesday", un segmento del BET Hip Hop e dello show 106 and Park. Il trio partecipò ai segmenti per due volte, dove sono finiti in secondo posto nella competizione, e sono riusciti anche ad avere incontri con i rappresentanti delle case discografiche Def Jam Recordings e Sony Music, anche se non erano in grado di firmare un contratto discografico. Il gruppo ha poi fatto un tour in un altro stato, esibendosi in diversi spettacoli, per quanto nel Nord Carolina.

### 2014-presente:SremmLifeeSR3MM
Rae Sremmurd firmò un contratto discografico con Ear Drummers Entertainment, il 1º gennaio 2014. Il duo pubblicò il loro primo album in studio, SremmLife, il 6 gennaio 2015. SremmLife debutta nella quinta posizione nella classifica Billboard 200, con cinque singoli. Il primo, No Flex Zone, uscito il 15 maggio 2014. La canzone ha guadagnato una notevole attenzione dei media dopo che un remix ufficiale è stato rilasciato da rapper come Nicki Minaj e Pusha T. Il singolo raggiunse il 36º posto nella classifica Billboard Hot 100. Il 17 settembre 2014, Sremmurd pubblica un secondo singolo, No Type che è salito a sedicesimo posto della Billboard Hot 100, diventando il loro singolo di maggior successo fino ad oggi. Entrambi i singolo sono stati certificati dischi di platino dalla RIAA. Il terzo singolo, Throw Sum Mo vede la partecipazione di Nicki Minaj e del rapper Young Thug, che raggiunse la trentesima posizione in classifica. Altri due singoli, come Up Like Trump e This Could Be Us usciti come quarto e quinto singolo dall'album, mentre il quinto singolo è stato trasmesso nelle radio Urban contemporary, il 21 aprile 2015.
Il 16 giugno 2016, Rae Sremmurd ha annunciato che il suo prossimo album, SremmLife 2 , sarebbe uscito il 12 agosto 2016. L'album include la loro prima canzone di Billboard Hot 100 numero uno " Black Beatles ", in cima alla classifica nel numero del 26 novembre 2016. Inoltre ha dato a Gucci Mane il suo primo numero uno.
Il 12 agosto 2016, Swae Lee ha annunciato il suo album solista di debutto, Swaecation. Slim Jxmmi ha annunciato che sta effettivamente lavorando al suo progetto "Uncle Jxm". Swae Lee ha anche annunciato che i due fratelli stavano lavorando a un nuovo album, chiamato SremmLife 3 . Il 4 agosto 2017, il duo ha pubblicato un nuovo singolo intitolato "Perplexing Pegasus".
All'inizio del 2018, Mike WiLL ha annunciato che Swae Lee e Slim Jxmmi avrebbero pubblicato i loro album solisti, "Swaecation" e "Jxmtroduction" , infine hanno scelto di fare un unico album "SR3MM". Il duo ha pubblicato " T'd Up " come secondo singolo di SremmLife 3 il 5 febbraio 2018 e ha pubblicato tre singoli da SR3MM il 1º marzo 2018, "Hurt to Look" di Swae Lee, "Brxnks Truck" di Slim Jxmmi ", e un duo intitolato "Powerglide", in collaborazione con Juicy J. Nel complesso, SR3MM ha ricevuto recensioni principalmente positive da parte della critica.
Il 31 maggio 2022, a circa 4 anni di distanza dal loro ultimo progetto, i due fratelli annunciano la produzione di un quarto album: "Sremm4Life".
Successivamente, il 6 giugno, comunicano l'imminente uscita del primo singolo dell'album, "Denial", pubblicato l'8 giugno successivo. Il secondo singolo, "Community D**k" in collaborazione con la rapper Flo Milli viene pubblicato l'8 agosto dello stesso anno accompagnato da un video ufficiale.

## SremmLife Crew Records
SremmLife Crew Records è un'etichetta discografica fondata dai Rae Sremmurd nel 2016. Hanno firmato rapper nativi del Mississippi con cui hanno lavorato prima del loro grande
successo. La prima uscita ufficiale dell'etichetta è stato il progetto collettivo Trail Mix nel marzo 2016, che ha presentato tutti i membri della troupe.

### Artisti
- Rae Sremmurd (fondatori) (con Swae Lee e Slim Jxmmi)
- Bobo Swae
- DJ Jon Wells
- Impxct
- Jay Sremm
- Riff 3x
- Uncle Jxm (pseudonimo di Slim Jxmmi da DJ)

### Discografia
- 2016 – SremmLife Crew - Trail Mix
- 2017 – Impxct - One of a Kind

## Discografia

### Album in studio
- 2015 – SremmLife
- 2016 – SremmLife 2
- 2018 – SR3MM
- 2023 – Sremm 4 Life

### Singoli
- 2014 – No Flex Zone
- 2014 – No Type
- 2014 – Throw Sum Mo (feat. Nicki Minaj e Young Thug)
- 2015 – Up Like Trump
- 2015 – This Could Be Us
- 2015 – Come Get Her
- 2016 – By Chance
- 2016 – Look Alive
- 2016 – Black Beatles (feat. Gucci Mane)
- 2016 – Shake It Fast (feat. Juicy J)
- 2016 – Now That I Know
- 2016 – Real Chill (feat. Kodak Black)
- 2016 – Swang
- 2017 – Perplexing Pegasus
- 2018 – T'd Up
- 2018 – Powerglide (feat. Juicy J)
- 2018 – Chanel (con Slim Jxmmi e Swae Lee feat. Pharrell Williams)
- 2018 – Guatemala (con Swae Lee e Slim Jxmmi)
- 2018 – Close (feat. Travis Scott)
- 2022 - Denial
- 2022 - Community D**k (feat. Flo Milli)
- 2022 - Torpedo
- 2023 - Sucka Or Sum
- 2023 - Tanisha (Pump That)